# Croscombe
Croscombe är en ort och civil parish i Storbritannien.   Den ligger i grevskapet Somerset och riksdelen England, i den södra delen av landet, 170 km väster om huvudstaden London. Croscombe ligger 72 meter över havet och antalet invånare är 603.
Terrängen runt Croscombe är huvudsakligen platt, men åt nordväst är den kuperad. Runt Croscombe är det ganska tätbefolkat, med 144 invånare per kvadratkilometer. Trakten runt Croscombe består i huvudsak av gräsmarker.